# Песма (филм из 1961)
Песма је југословенски драмски ратни филм снимљен 1961. године у режији Радоша Новаковића.

## Радња
Мића случајно присуствује неприкладном љубавном чину између песника и академика Андрије Вековића и једне праље, разочаран Вековићевим понашањем противи се његовом приступању партизанима. У моменту када доказује своју лојалност партизанској борби, Вековића рањава полиција која га и хапси. Мића осећа кривицу и организује ослобођење Вековића из болнице при чему сам гине.

## Улоге
| Глумац                   | Улога                  |
| ------------------------ | ---------------------- |
| Зоран Милосављевић       | Мића                   |
| Васа Пантелић            | Андрија Вековић        |
| Шпела Розин              | Ана Ђорђевић           |
| Раде Марковић            | Немачки официр         |
| Станислава Пешић         | Саша                   |
| Велимир Бата Живојиновић | Ђорђе                  |
| Михајло Викторовић       | Петар                  |
| Растко Тадић             | Наредник српске војске |
| Гидра Бојанић            | Ханс                   |
| Љуба Ковачевић           | Агент                  |
| Љиљана Крстић            | Настојница зграде      |
| Бата Паскаљевић          | Болничар               |
| Душан Стефановић         | Жика                   |
| Богосава Никшић          | Праља                  |
| Душан Вујисић            | Човек на сахрани       |
| Предраг Тасовац          | Лекар у болници        |
| Дејан Дубајић            |                        |
| Урош Гловацки            |                        |
| Воја Јовановић           |                        |
| Љиљана Крстић            | Настојница зграде      |

Комплетна филмска екипа  ▼
| Редитељ                   | Радош Новаковић    |                                             |
| Сценариста                | Оскар Давичо       | (новела)                                    |
| Композитор                | Бојан Адамич       |                                             |
| Директор фотографије      | Ненад Јовичић      |                                             |
| Монтажер                  | Маја Лазаров       |                                             |
| Сценограф                 | Александар Миловић |                                             |
| Уметнички директор        | Миодраг Мирић      |                                             |
| Одсек за шминку           | Марија Кордић      | шминкерка                                   |
| Одсек за шминку           | Зорица Ратаров     | шминкерка                                   |
| Менаџер продукције        | Петар Галовић      | вођа снимања                                |
| Менаџер продукције        | Здравко Николић    | помоћник директора филма                    |
| Менаџер продукције        | Миодраг Станковић  | вођа снимања                                |
| Менаџер продукције        | Младен Тодић       | директор филма                              |
| Помоћник режије           | Војин Чолак Антић  | помоћник редитеља                           |
| Помоћник режије           | Часлав Дамјановић  | помоћник редитеља                           |
| Помоћник режије           | Арсеније Јовановић | први помоћник редитеља (као Арса Јовановић) |
| Уметнички одсек           | Петар Савић        | сценски реквизитер                          |
| Одсек за камеру и расвету | Лазар Кекић        | пратилац камере                             |
| Одсек за камеру и расвету | Влада Мајић        | пратилац камере                             |
| Одсек за камеру и расвету | Милан Милојевић    | вођа расвете                                |
| Одсек за камеру и расвету | Душан Недељковић   | сниматељ                                    |
| Одсек за камеру и расвету | Бранко Тодоровић   | фотограф                                    |
| Одсек за костим           | Споменка Видаковић | гардеробер                                  |
| Одсек за монтажу          | Анкица Манић       | асистент монтажера                          |
| Остала екипа              | Дуда Јанковић      | секретар режије                             |
| Остала екипа              | Милан Мијатовић    | технички саветник                           |